# Caso McMartin

Fachada da escola McMartin.

O caso McMartin refere-se a um processo judicial ocorrido na década de 1980, envolvendo sete profissionais da McMartin, uma escola de educação infantil localizada em Manhattan Beach. Eles foram acusados e detidos por um total de 115 acusações de abuso sexual de menores.
As primeiras denúncias surgiram em 1983, quando Judy Johnson, mãe de um dos alunos da instituição, relatou à polícia que seu filho havia sido sodomizado por parte de seu ex-marido, Ray Buckey, que também era professor na McMartin. Em 22 de março de 1984, todos os sete funcionários da escola foram presos sob acusações de abuso sexual. No entanto, dois anos depois, cinco deles foram liberados devido à falta de evidências substanciais. Apenas Peggy McMartin Buckey e Ray Buckey foram levados a julgamento, sendo posteriormente absolvidos em 1990.
O caso teve uma duração de sete anos e implicou um custo de 15 milhões de dólares, tornando-se, na época, o processo judicial mais longo e oneroso na história do sistema legal dos Estados Unidos, sem resultar em qualquer condenação. A grande quantidade de supostas vítimas e especulações sobre a prática de rituais satânicos no local atraiu considerável atenção da mídia, contribuindo para a criação de histeria coletiva e pânico moral.

## Eventos

### Acusações
Em 1983, Judy Johnson, uma mãe descrita como alcoólatra e esquizofrênica, comunicou à polícia que seu filho teria sido vítima de sodomia perpetrada por seu ex-marido, Ray Buckey, que também era professor na McMartin. Buckey, por sua vez, era neto da fundadora da escola, Virginia McMartin, e filho da administradora Peggy McMartin Buckey. Johnson mencionou que sua suspeita de abuso surgiu após seu filho se queixar de dores intestinais. Embora algumas fontes mencionem que o filho dela negou as acusações, ele também confirmou o abuso em outro momento.
Além disso, Johnson fez uma série de outras alegações, incluindo acusações de que os profissionais da McMartin haviam mantido relações sexuais com animais, que Peggy havia perfurado uma criança nas axilas e que Ray havia flutuado. Apesar de Ray Buckey ter sido interrogado, ele não foi processado devido à falta de provas substanciais. Posteriormente, a polícia enviou cartas para aproximadamente 200 pais de alunos da escola McMartin, sugerindo que seus filhos poderiam ter sido vítimas de abuso e solicitando que os pais questionassem seus filhos sobre isso.
Mais tarde, algumas das acusações foram descritas como "bizarras", com sobreposição a acusações que refletiam o crescente pânico em relação ao abuso de ritual satânico.. Surgiram relatos de que, além do abuso sexual, as crianças afirmaram ter testemunhado bruxas voando, viajado em balões de ar quente e sido levadas por túneis subterrâneos. Em um incidente, uma criança identificou o ator Chuck Norris como um dos agressores quando mostrada uma série de fotografias.
Um dos promotores originais do caso, Glenn Stevens, retirou-se em protesto e alegou que outros promotores haviam retido evidências da defesa, incluindo informações que indicavam que o filho de Johnson não identificara Ray Buckey em uma série de fotografias. Stevens também acusou Robert Philibosian, o vice-procurador distrital do caso, de mentir e ocultar provas do tribunal e dos advogados de defesa para manter os Buckeys detidos e impedir o acesso a evidências favoráveis à sua defesa.

### Entrevistas
No desenrolar das denúncias, diversas crianças foram encaminhadas ao Instituto Internacional da Criança, uma entidade sem fins lucrativos administrada na época por Kee MacFarlane. Durante as investigações dessas denúncias, foram empregadas técnicas de entrevista altamente sugestivas, as quais incitavam as crianças a inventar ou especular sobre eventos alegados. Estudos subsequentes evidenciaram que os métodos de questionamento aplicados às crianças eram altamente sugestivos, resultando em acusações falsas. Outras pesquisas indicaram que o próprio processo de questionamento poderia ter contribuído para o surgimento da síndrome da falsa memória.

### Prisões e audiência preliminar
Em 22 de março de 1984, Virginia McMartin, Peggy McMartin Buckey, Ray Buckey, a irmã de Ray, Peggy Ann Buckey, e as professoras Mary Ann Jackson, Betty Raidor e Babette Spitler foram acusadas de um total de 115 acusações de abuso infantil, posteriormente ampliadas para 321 acusações envolvendo 48 crianças.
Durante os 20 meses de audiências preliminares, a acusação, liderada pela advogada Lael Rubin, apresentou sua narrativa de abuso sexual. Contudo, os depoimentos das crianças durante essas audiências mostraram-se inconsistentes. Michelle Smith e Lawrence Pazder, coautores do livro Michelle Remembers, encontraram-se com os envolvidos e foram acusados pelo promotor inicial, Glenn Stevens, de influenciar os testemunhos das crianças.
Em 1986, um novo promotor público, Ira Reiner, considerou as evidências como "incrivelmente fracas" e retirou todas as acusações contra Virginia McMartin, Peggy Ann Buckey, Mary Ann Jackson, Betty Raidor e Babette Spitler. Peggy McMartin Buckey e Ray Buckey permaneceram sob custódia aguardando julgamento, com a fiança de Peggy fixada em 1 milhão de dólares e a de Ray negada.

### Primeiro julgamento
Em 13 de julho de 1987, teve início o primeiro julgamento relacionado ao caso. A promotoria convocou sete testemunhas médicas, enquanto a defesa buscou refutá-las. No entanto, o juiz restringiu a defesa a apresentar apenas uma testemunha, visando economizar tempo. Posteriormente, a promotoria contava com sete especialistas no assunto, em contraste com apenas um da defesa.
Em outubro de 1987, George Freeman, um indivíduo com extenso histórico criminal, testemunhou que Ray Buckey havia confessado o crime enquanto estavam detidos juntos. No entanto, Freeman mais tarde admitiu ter mentido sob juramento. Em 1989, Peggy Anne Buckey apelou para que suas credenciais de ensino fossem restauradas. O juiz determinou que não havia evidências credíveis ou corroborativas que justificassem a suspensão de sua licença. Além disso, uma revisão das entrevistas em vídeo com as crianças não mostrou qualquer evidência significativa implicando Peggy Ann em irregularidades. No dia seguinte, o conselho estadual de credenciamento em Sacramento confirmou essa decisão e restabeleceu sua licença.
Em 18 de janeiro de 1990, após três anos de depoimentos e nove semanas de deliberação do júri, Peggy McMartin Buckey foi absolvida de todas as acusações. Ray Buckey, por sua vez, foi inocentado em 52 das 65 acusações que enfrentava.

### Segundo julgamento
Posteriormente, Ray Buckey foi submetido a julgamento em relação a seis das 13 acusações pelas quais não havia sido absolvido no primeiro julgamento. O segundo julgamento teve início em 7 de maio de 1990 e resultou em outro impasse. Diante disso, a promotoria optou por não prosseguir com uma nova tentativa de condenação, levando ao encerramento do caso McMartin com todas as acusações contra Ray Buckey sendo rejeitadas. Ele permaneceu detido por cinco anos sem nunca ter sido condenado.

## Cobertura da mídia
O caso recebeu atenção nacional após especulações das autoridades sobre a possibilidade de centenas de crianças terem sido vítimas de abuso e submetidas a rituais satânicos, e que o julgamento estava à beira da anulação, como reportado pelo The New York Times em 1988. A cobertura midiática, em sua maioria, favoreceu o ponto de vista da promotoria, como destacado por David Shaw, colaborador do Los Angeles Times, cuja série de artigos sobre a distorção da cobertura jornalística durante o julgamento foi posteriormente agraciada com o prêmio Pulitzer, A análise crítica das evidências e dos testemunhos apresentados pela acusação só ganhou destaque após o desfecho do caso.
A cobertura midiática também foi alvo de críticas por supostamente ser influenciada por conflitos de interesse, especialmente devido aos relacionamentos pessoais entre alguns dos envolvidos na reportagem e no julgamento do caso. Wayne Satz, então repórter da emissora de televisão afiliada à ABC em Los Angeles, KABC, foi responsável por relatar o caso e as alegações das crianças, oferecendo uma perspectiva não contestada das declarações tanto das crianças quanto de seus pais. Posteriormente, Satz envolveu-se em um relacionamento amoroso com Kee MacFarlane, assistente social do Instituto Internacional da Criança, que conduziu as entrevistas com as crianças. Por sua vez, David Rosenzweig, editor do Los Angeles Times responsável pela supervisão da cobertura, ficou noivo de Lael Rubin, promotora do julgamento.

## Legado
O caso, que se estendeu por sete anos e implicou um custo de 15 milhões de dólares, constitui o mais longo e oneroso processo criminal na história do sistema legal dos Estados Unidos. No entanto, apesar da sua extensão e dos recursos envolvidos, não resultou em qualquer condenação. A pré-escola McMartin foi fechada e o prédio foi desmantelado em 1990.
Os impactos do julgamento McMartin transcenderam o âmbito do estado da Califórnia. Em todo o território norte-americano, os prestadores de cuidados infantis abstiveram-se de demonstrar afeto físico, como abraços ou toques, práticas amplamente reconhecidas pelos especialistas como necessárias para o desenvolvimento das crianças, devido ao receio de que tais gestos fossem interpretados como indícios de abuso. Como resultado, muitos centros de cuidados diurnos foram forçados a encerrar suas atividades após as seguradoras, temendo processos por abuso, aumentarem significativamente as taxas de seguro de responsabilidade civil. Além disso, a divulgação inicial associada à investigação McMartin desencadeou uma série de acusações contra prestadores de cuidados infantis em outras localidades, muitas das quais não foram fundamentadas.
O caso da McMartin é citado como um dos principais exemplos de histeria coletiva e pânico moral que se espalharam pelos Estados Unidos na década de 1980.